# Head & Shoulders
Head & Shoulders (H&S) és una marca de xampú anticaspa produïda per Procter & Gamble.
El 1950 els investigadors de Procter & Gamble van decidir crear un nou xampú anticaspa ja que no existia al mercat cap producte amb aquest efecte; es buscava que fos una ajuda per prevenir i controlar la caspa. L'equip va necessitar gairebé una dècada fins a aconseguir la primera fórmula, la qual contenia piritionat de zinc (un fungicida utilitzat principalment per tractar la caspa i la seborrea).
Head & Shoulders va aparèixer per primera vegada el 1961 als Estats Units com un xampú verd blavós que encara avui s'utilitza. A diferència d'altres xampús, Head & Shoulders va tenir poques variacions fins a finals dels 90 i principis del 2000. Actualment podem trobar més de 10 varietats de productes d'aquesta marca.

## Famosos en els seus anuncis
Head & Shoulders té una llarga història de celebritats i personalitats esportives que figuren en els seus anuncis publicitaris, una estratègia fonamental de la marca durant molts anys. Cal citar entre d'altres, Lionel Messi, Juan Carlos Navarro i Albert Subirats.
| Celebritat          | Professió          | Any  | Gènere |
| ------------------- | ------------------ | ---- | ------ |
| Gus Kenworthy       | Olímpic            | 2017 | M      |
| Gianluigi Buffon    | Futbolista         | 2017 | M      |
| Antoine Griezmann   | Futbolista         | 2017 | M      |
| Manuel Neuer        | Futbolista         | 2016 | M      |
| Robert Lewandowski  | Futbolista         | 2016 | M      |
| Giovanni Dos Santos | Futbolista         | 2016 | M      |
| Sofía Vergara       | Actriu             | 2014 | F      |
| Federica Pellegrini | Nadadora           | 2014 | F      |
| Mikkel Hansen       | Jugador d'handbol  | 2013 | M      |
| Mats Hummels        | Futbolista         | 2013 | M      |
| Iker Casillas       | Futbolista         | 2013 | M      |
| Joe Hart            | Futbolista         | 2013 | M      |
| Lionel Messi        | Futbolista         | 2013 | M      |
| Oussama Mellouli    | Nadador            | 2012 | M      |
| Juan Carlos Navarro | Jugador de bàsquet | 2012 | M      |
| Maja Salvador       | Cantant            | 2012 | F      |
| Emil Hegle Svendsen | Biatló             | 2012 | M      |
| Michael Phelps      | Nadador            | 2012 | M      |
| Albert Subirats     | Nadador            | 2012 | M      |
| Nikola Karabatić    | Jugador d'handbol  | 2012 | M      |
| Thalía              | Cantant            | 2011 | F      |
| Saif Ali Khan       | Actor              | 2011 | M      |
| Jenson Button       | Pilot de F1        | 2011 | M      |
| Sebastian Vettel    | Pilot de F1        | 2011 | M      |
| Kareena Kapoor      | Actriu             | 2011 | F      |
| Donnie Yen          | Actor              | 2011 | M      |
| Alyson Hannigan     | Actriu             | 2011 | F      |
| Fernando Verdasco   | Tenista            | 2011 | M      |
| Mehmet Okur         | Jugador de bàsquet | 2010 | M      |
| Antar Yahia         | Futbolista         | 2010 | M      |
| Manny Pacquiao      | Boxejador          | 2009 | M      |
| Óscar de la Hoya    | Boxejador          | 2009 | M      |
| Wang Leehom         | Actor              | 2009 | M      |
| Jolin Tsai          | Cantant            | 2008 | F      |
| Tony Leung          | Actor              | 2004 | M      |
| Nuria Roca          | Presenter          | 2004 | F      |
| Alejandro Sanz      | Cantant            | 2001 | M      |
| Denise Richards     | Actriu & Model     | 2000 | F      |
| Salma Hayek         | Actriu             | 1999 | F      |
| Courteney Cox       | Actriu             | 1996 | F      |
| Katarina Witt       | Patinadora         | 1996 | F      |
| Farrah Fawcett      | Actriu             | 1970 | F      |